# چشم‌سفیدهای کاکلی
چشم‌سفیدهای کاکلی (نام علمی: Lophozosterops) نام یک سرده از تیره چشم‌سفید است.